# ピンストライピング

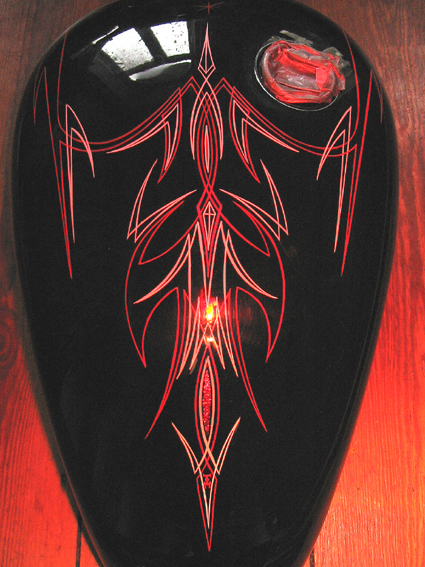
オートバイの燃料タンクに描かれたピンストライピング

ピンストライピング（Pin striping）とは、ピンストライプ（pin stripe）と呼ばれる塗料などで描いた極細の線で作る装飾のこと。ピンストライプブラシという特殊な筆を使う。自動車、オートバイ、自転車、ボート、サーフボードの表面をカスタムメイドする。伝統的にフリーハンドで描かれてきたが、近年はコンピュータを使ったり、デカールで転写することもある。

## 歴史
ケニー・ハワード、ディーン・ジェフリーズ、デニス・"ジブ"・ジベリッシュ、エド・ロスといった人たちがピンストライピングのパイオニアである。彼らは1950年代初期に生まれたカスタムカルチャーの先駆者でもあり、「現代ピンストライピングの開祖」と言われている。

## 描き方
線の引き方は1950年代からほとんど変わらない。初心者はソードブラシ1本とエナメル塗料1缶から始めることができる。
ローラーで簡単に線が引ける「Beugler」というツールもある。
アイオワ州のJC Hertz StudioやカリフォルニアのCurlys Pinstripingではコンピュータグラフィックスと組み合わせて引いている。

## オートバイ
チョッパーズインク、インディアン・ラリー、ウエストコーストチョッパーズ製作のピンストライピングを施されたオートバイは展示されることがある。 

## 自動車
ポリ塩化ビニル製のビニールテープや塗料を用いる。テープの場合、好みの図案を直接車体に貼り付ける。塗装する場合は熟練したアーティストがソードブラシで施す。アーティストのほとんどが1 Shot社のレタリング用エナメル塗料を使っている。他にも、 House of Kolor、Kustom Shopのウレタン塗料も使われている。
車体表面の曲線を強調することがピンストライピングの目的なので、線の色は普通、補色である。これは自動車以外でも同じである。副次的に、表面の傷を隠すことにも役立つこともある。

## ピンストライピングのアーティスト
- ライル・フィスク
- ケニー・ハワード（英語版）
- エド・ロス（英語版）
- Tommy "The Greek" Hrones
- ディーン・ジェフリーズ
- 小林誠[2]

## 関連書籍
- Fraser, Craig. Pinstriping Masters Techniques, Tricks, and Special F/X for Laying Down the Line
- Johnson, Alan. How To Pinstripe (Motorbooks Workshop)
- Martinez, Herb. Pinstripe Planet: Fine Lines from the World's Best (Korero)
- Martinez, Herb. Herb Martinez's Guide to Pinstriping
- Nash, The. Pinstripe Planet III (Korero)
- Mehran, Mark W. Basic Hot Rod Pinstriping Techniques With Hot Rod Surf